# Вукотич, Янко
Янко Вукотич (серб. Јанко Вукотић; 18 февраля 1866, Чево — 4 февраля 1927, Белград) — черногорский военный деятель, армейский генерал, почётный воевода, участник Балканских войн и Первой мировой войны. Занимал посты сердара (1907), командира дивизии Черногорской армии (1914), председателя правительства и военного министра (1905, 1913), начальника штаба Верховного командования Королевства Черногории (1913), генерал-адъютанта короля Николы, генерала армии (1926), члена Военного совета и адъютанта короля Александра I Карагеоргиевича в вооружённых силах Королевства сербов, хорватов и словенцев.
В Первой Балканской войне Вукотич командовал Восточным отрядом, во Второй Балканской войне уже возглавлял дивизию.
В начале Первой мировой войны был начальником черногорского Верховного командования, командиром Герцеговинского отряда и Санджакской армии. С 17 января 1916 года снова занимал пост начальника Верховного командования, после капитуляции Черногории попал в плен. В 1919 году продолжил службу в Югославской армии, с 1926 года армейский генерал.

## Биография

### Ранние годы
Янко Вукотич родился 18 февраля 1866 года в Чево. Происходил из военно-административной элиты черногорского племени Озриничей — известной семьи Вукотичей из Чево, которые были в родстве с королевской династией Петровичей-Негошей. Его отец — сердар Станко Машанов Вукотич, сын Машана Вукотича и внук Перко Вукотича. Перко Вукотич также имел сына Стевана, брата Машана, а сын Стевана, воевода Петар Вукотич был отцом королевы Милены Петрович-Негош, жены короля Николы I Петровича Негоша. Таким образом, Янко Вукотич был троюродным братом королевы Милены.
Вукотич окончил гимназию и вступил в 1881 году добровольцем в черногорскую армию. После окончания Военной академии города Модена (Италия) он вступил в 1886 году подкомандиром в черногорскую пехоту. Со временем он продвигался по службе в черногорской армии, изучая искусство управления войсками. В 1902 году он был произведён в бригадиры.
В 1908 году Вукотич был проездом в Загребе, где у него произошёл конфликт с местной полицией. И тогда Вукотич сказал, что если когда-нибудь ещё посетит Австро-Венгрию, то только с саблей в руке.
В 1910 году он стал командиром 1-й черногорской дивизии. В 1905—1914 гг. Вукотич был членом Государственного совета, но большую известность ему принесли Балканские войны.
В годы Первой Балканской войны Янко Вукотич командовал Восточным отрядом, наиболее проявив себя в операциях в Санджаке и Метохии. Под его командованием черногорские войска освободили от турок Мойковац, Бело Поле, Плевлю, Беране и Плав. Углубившись же в пределы Косова, Восточный отряд освободил Джаковицу и Печ. Во Второй Балканской войне Вукотич командовал Черногорской дивизией 1-й сербской армии в боях против болгар. Под его командованием Черногорская дивизия заняла позиции на линии Пасаджиково — Калиманци и успешно поддерживала сербские войска в Брегальницкой битве. Вукотич неоднократно входил в состав различных миссий, в том числе в делегацию по заключению Бухарестского мира 1913 г. 25 апреля 1913 года он был назначен военным министром и председателем Совета министров Черногории. 1 февраля 1914 года произведён в дивизьянары (дивизионный генерал).

### Первая мировая война
С началом Первой мировой войны Вукотич покидает пост военного министра, после чего был назначен министром иностранных дел. Его произвели в генерал-адъютант-сердары и назначили командиром Герцеговинского отряда (крупнейшее воинское формирование Черногории, составлявшее 15 тысяч человек), а также начальником штаба Верховного командования черногорской армии. Герцеговинский отряд, заняв линию Трубела — Грахово — Крстац, 8 августа 1914 г. переходит в наступление, создав угрозу для австро-венгерских войск на линии Гацко — Автовац — Билеча — Требине. Однако с 14 по 15 августа под ударами австрийцев отряд был вынужден отступить на исходные позиции.
Для координации совместных действий сербских и черногорских войск в Верховное командование прибыли генерал Божидар Янкович и полковник Петар Пешич. В середине октября 1914 года Янкович был назначен новым начальником штаба, а Вукотич стал командиром Санджакского войска. 26 августа началась совместная атака Санджакского войска и частей Ужицкого войска (сербская армия). Черногорцы захватили Плевлю и Чайниче, перейдя 11 сентября Дрину. В конце сентября черногорцы занимают линию Яхорина — Романия — Пале, создав угрозу австро-венгерским войскам на Дрине.
5 января 1916 года Санджакская дивизия получила приказ задержать австрийцев у Мойковаца и прикрыть отступление сербских войск через Черногорию и Албанию. При поддержке 1-й сербской армии Санджакская дивизия удерживала 500-километровый фронт. 6—7 января у Мойковаца состоялось сражение, вошедшее в историю как «Кровавое Рождество». Несмотря на более чем трёхкратное численное превосходство противника (20 тыс. солдат против 6,5 тыс.), черногорская армия во главе с Янко Вукотичем и Крсто Поповичем сдержала натиск австро-венгерской армии под командованием Вильгельма фон Райнера, нанеся ей большой урон и позволив сербским частям продолжить отступление к Адриатике. Однако вскоре австрийцы возобновили натиск, заставив черногорцев отступить и оставить почти всю территорию страны.
Когда стало ясно, что оккупация Черногории тоже неизбежна — король Никола I Петрович-Негош вместе с правительством и Скупщиной покинул страну, передав Вукотичу всю полноту власти и назначив его 3 января 1916 г. начальником штаба Верховного командования Черногории. Вскоре черногорская армия была вынуждена капитулировать перед превосходящими австрийскими силами. Вукотич подписал Акт о капитуляции 21 января и вплоть до конца Первой мировой войны содержался в лагере для военнопленных Болдогашсонь на территории Западной Венгрии.
В 1917 году, согласно Декларации Корфу, было в одностороннем порядке объявлено об объединении Черногории с Сербией. 26 ноября 1918 года Черногория официально вошла в состав Государства словенцев, хорватов и сербов. Этот государственно-правовой акт был односторонним и означал ликвидацию Черногорской монархии. Легитимный король Никола I Петрович-Негош остался в изгнании во Франции, а Янко Вукотич в конце 1918 года присягнул Петру I Карагеоргиевичу.

### Служба в армии КСХС
23 апреля 1919 года был переведён в объединённую армию Королевства сербов, хорватов и словенцев с чином генерала. С 1 августа 1920 года служил в штабе 2-й армейской области, затем — командир Шумадийской и Босанской (Боснийской) дивизионных областей. В 1926 г. произведён в генералы армии и назначен командиром 3-й армейской области. С 1927 года — член Военного совета.
Умер в Белграде в 1927 году. В Черногории, при въезде в Мойковац у моста через реку Тара был установлен памятник в честь битвы. На центральной площади города был установлен памятник самому Вукотичу.

### Семья
Поскольку у Янко Вукотича не было сыновей, больше всего Янко заботился о своей единственной дочери Василии, которая окончила Русский институт в Цетине и участвовала в Первой мировой войне, сражаясь в битве при Мойковаце. Её младший сын, капитан Вукашин Вукотич, был адъютантом короля Александра Карагеоргиевича. В конце Второй мировой войны эмигрировал. Его сын, Янко Вукотич-младший, вернулся в Черногорию и ныне проживает в Подгорице.